# 藤井俊一
藤井 俊一（ふじい しゅんいち、1941年2月24日 - ）は、日本の経営者。不二家、ネスレ日本各社長を務めた。

## 経歴
神奈川県出身。1964年に慶應義塾大学商学部を卒業し、1966年に不二家に入社。
1979年6月に取締役に就任し、1988年6月に常務を経て、1989年6月から1995年1月までに社長を務めた。1996年4月にネスレマッキントッシュ社長に就任し、1999年1月に会長とネスレ日本副社長を経て、2001年4月にはネスレ日本社長に就任。2003年6月に会長に就任。